# Antifaschistisches Infoblatt
Antifaschistisches Infoblatt (AIB) és una publicació antifeixista alemanya de Berlín. El primer número va aparèixer a la primavera de 1987. La revista es publica quatre vegades l'any i coopera amb publicacions similars d'altres països, com ara Expo i Searchlight. És membre de la xarxa de cooperació internacional Antifa-Net des de 2003.